# Eros (planetka)
(433) Eros je planetka pojmenovaná po řeckém bohu lásky Erótovi. Je to planetka typu S o rozměrech přibližně 13 × 13 × 33 km; druhá největší blízkozemní planetka. Její dráha přetíná dráhu Marsu.
14. února 2000 sonda NEAR Shoemaker zakotvila na orbitě planetky a fotografovala její povrch. Svou misi zakončila 12. února 2001 přistáním na povrchu planetky za použití svých manévrovacích motorů.
Povrchová gravitace závisí na vzdálenosti bodu na povrchu od těžiště planetky. Je velmi proměnlivá protože planetka není kulatá, ale má podlouhlý ořechovitý (nebo bramborový) tvar. Teplota na denní straně dosahuje 100 °C a na noční −150 °C. Její délka je 33 kilometrů a hustota je 2,400 kg/m3, stejně jako hustota zemské kůry. Doba rotace je 5,27 hodin.
Vědci předpokládají, že většina větších kamenů roztroušených po Erosu pochází z jednoho kráteru, který vznikl kolizí s meteoritem před přibližně 1 Ga (1 miliarda roků).
Planetka byla pojmenována podle boha lásky Érose, Érotův den = svátek lásky a sexuality se slaví 22. ledna, kdy je planetka Eros nejblíže Zemi.

## V kultuře
Ve vědeckofantastickém románu Harryho Harrisona Zajatý vesmír je z planetky Eros postavená generační loď letící ke hvězdě Proxima Centauri.

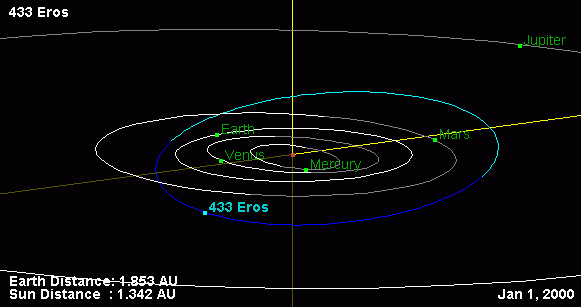
Oběžná dráha Erosu